# 沈兆行
沈兆行（？年—1647年），字曙白，號道明。浙江承宣布政使司湖州府武康縣（今屬浙江省湖州市德清縣）人，明末清初政治人物。

## 生平
天啟七年（1627年）丁卯科鄉試舉人。選授山東東阿縣教諭。
順治三年（1646年）二月，丙戌科會試會魁；三月十五日，殿試位列第三甲第十八名同進士出身。四月，選國史院庶吉士。因有文才而受同僚敬重，尚未散館而卒。